# Lazec (gmina Cerkno)
Lazec – wieś w Słowenii, w gminie Cerkno. W 2018 roku liczyła 120 mieszkańców.